# Танділь (округ)
Округ Танділь (ісп. Tandil) — адміністративно-територіальна одиниця 2-ого рівня у провінції Буенос-Айрес в центральній Аргентині. Адміністративний центр округу — Танділь (ісп. Tandil).
Населення округу становить 123871 особу (2010). Площа — 4935 кв. км.

## Історія
Округ заснований у 1839 році.

## Населення
У 2010 році населення становило 123871 особу. З них чоловіків — 59904, жінок — 63967.

## Політика
Округ належить до 5-ого виборчого сектору провінції Буенос-Айрес.